# Kulšė
Kulšė je říčka 1. řádu na západě Litvy v okrese Kretinga, levý přítok řeky Šventoji, do které se vlévá 1 km severně od obce Laukžemė, 23,0 km od jejího ústí do Baltského moře na hranici s Lotyšskem. Pramení 2 km východně od obce Benaičiai, u silnice č. 218 Kretinga – Skuodas. Teče směrem jižním, u vsi Medšarkiai silně drobně meandrující říčka tvoří dvě kličky – složené meandry, za kterými je výsledný směr k severozápadu, po soutoku s Šaltupisem se stáčí k severu a do Šventoji se vlévá od východu. U pramene je posvátný kopec Benaičių kalnas, na kterém je pohanský kultovní kámen. 350 m západně od něj, na levém břehu Kulšė je další významný mytologický kámen Kulių Bobelė. Dále jižněji po toku, také na levém břehu je další kámen, státem chráněné kulturní dědictví – Auksūdžio Velnio akmuo. Dále po proudu je starý hřbitov Auksūdysu, jinak nazývaný Maro kapeliai – morové hrobečky, a několik dalších starých tzv. morových pohřebišť. Dále při řece na levém břehu stojí Laukžemėský kostel Svatého apoštola Andriejuse. Na pravém břehu je další kulturní památka – mytologický pohanský oltářní kámen Sūdėnų aukuro akmuo. Směrem k severovýchodu od soutoku začíná přírodní rezervace Sūdėnų botaninis-zoologinis draustinis.

## Přítoky
- Levé:

| Hydrologické pořadí | Řeka      | Délka (km) | Povodí (km²) | Vzdálenost od ústí (km) | Ústí kde    | Koordináty ústí                 |
| ------------------- | --------- | ---------- | ------------ | ----------------------- | ----------- | ------------------------------- |
| 20010121            | Kiaupiškė | 6,9        | 10,5         | 13,5                    | Maloniškiai | 56°4′29″ s. š., 21°15′56″ v. d. |

- Pravé:

| Hydrologické pořadí | Řeka     | Délka (km) | Povodí (km²) | Vzdálenost od ústí (km) | Ústí kde    | Koordináty ústí                 |
| ------------------- | -------- | ---------- | ------------ | ----------------------- | ----------- | ------------------------------- |
| 20010122            | Šaltupis | 5,0        | 5,0          | 1,7                     | Medomiškiai | 56°3′29″ s. š., 21°12′2″ v. d.  |
| 20010123            | Daubalė  | 2,2        | 1,3          | 0,9                     | Sūdėnai     | 56°4′28″ s. š., 21°12′46″ v. d. |

## Sídla při řece
- Benaičiai, Žyneliai, Maloniškiai, Pelėkiai, Auksūdys, Ilginiai, Medšarkiai, Medomiškiai, Laukžemė, Sūdėnai